# Stroboskop
Stroboskop (grč. στρóβος: vrtlog) je mjerni instrument ili uređaj koji omogućuje da se tijela u vrlo brzom periodičnom gibanju promatraju kao da miruju ili da se vrlo polagano gibaju; time je moguće odrediti frekvenciju periodičnoga gibanja. Najjednostavniji stroboskop rotirajuća je ploča s rupama, kroz koje se promatra gibanje tijela. Ako se i promatrano tijelo kružno giba, može se frekvencija vrtnje ili rotiranja ploče izjednačiti s frekvencijom kruženja tijela, tako da ga promatrač vidi uvijek u istom položaju. Suvremeni stroboskopi isprekidanim snopom svjetla, u pravilnim razmacima, obasjavaju tijelo koje se periodično giba. Ako svjetlo uvijek obasjava tijelo kada se nalazi na istome mjestu kružne putanje, promatraču se čini da tijelo miruje. Stroboskop se na primjer rabi pri određivanju kuta paljenja (pretpaljenja) kod benzinskih motora. Stroboskopski učinak ili efekt može imati neželjene posljedice u tvornicama osvijetljenima fluorescentnim svjetlom, gdje se može činiti da obrtni dijelovi strojeva miruju. To se izbjegava osvjetljivanjem rasvjetnim tijelima spojenima na trofaznu struju.